# 真聖堂

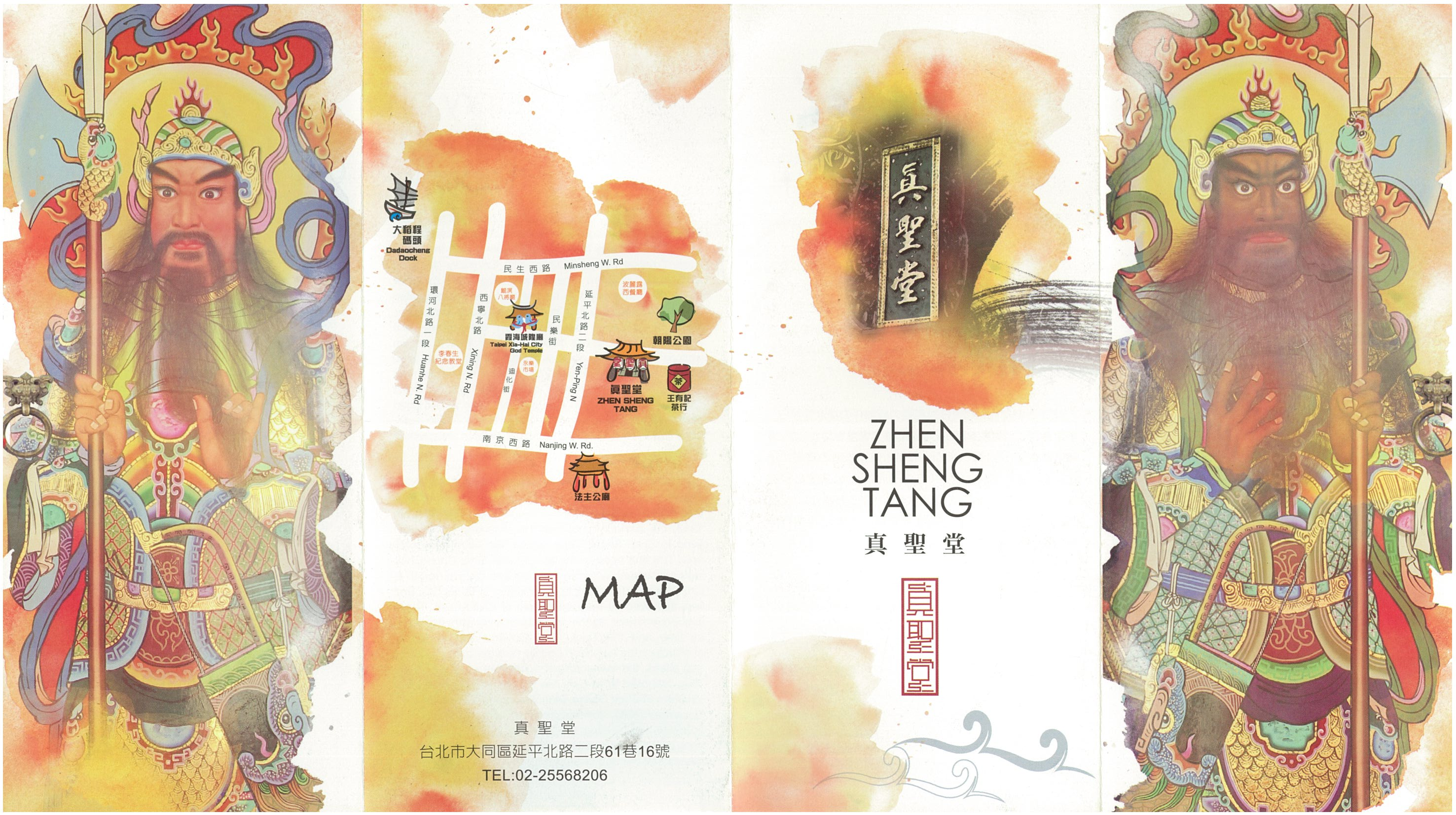
真聖堂提供的摺頁掃描影像

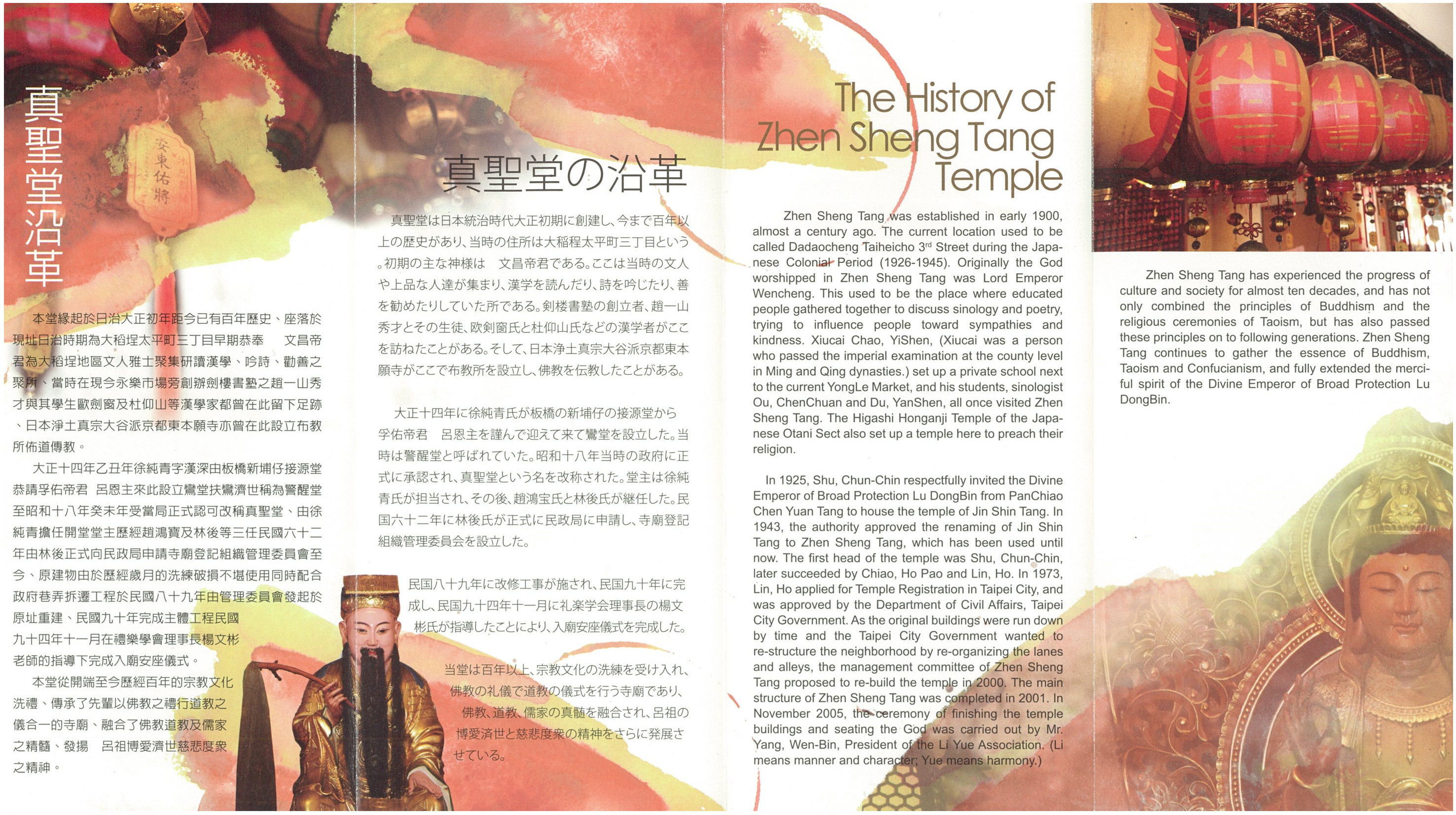
真聖堂提供的摺頁掃描影像

真聖堂，坐落於台北市大同區，為主祀孚佑帝君之鸞堂，又稱為大稻埕仙公廟。

## 沿革
真聖堂最早可追溯於大正初年，日治時期為大稻埕太平町三丁目(今廟址)，初始供奉文昌帝君，為當地文人研讀漢學、吟詩、勸善之聚會所；後期則有淨土真宗大谷派之京都東本願寺於此設立佈教所。
大正十四年(1925年)，徐純青自板橋新埔接源堂迎請孚佑帝君神像，於此地建立鸞堂，命名為「警醒堂」；昭和十八年(1943年)當地政府正式核可，改名為「真聖堂」。
民國六十二年(1973年)，堂方申請寺廟登記，並組織管理委員會。直至民國八十九年因舊有廟宇建築老舊，於舊址重建，民國九十年完成重建工程，於民國九十四年入廟安座。

## 祀神

### 一樓
主祀：孚佑帝君

陪祀：五聖恩主、文昌帝君、太歲星君、福德正神

從祀：孔星君、柳星君

### 二樓
觀音菩薩、阿彌陀佛、三寶佛、準提菩薩、先輩者祿位

## 祭典與儀式

### 祭典
- 孚佑帝君誕辰：(農曆四月十四)[2]
- 春斗法會(農曆正月初十日至十五日)
- 秋斗法會(農曆九月初一日至初九日)
- 消災法會(農曆每月初一日、十五日)

### 扶鸞
過去真善堂曾進行扶鸞儀式，現已停鸞。

## 外部連結
- 真聖堂 — 文化資源地理資訊系統 （页面存档备份，存于）
- 真聖堂(中華孚佑帝君雲端協會) （页面存档备份，存于）